# Материјал за читање
Материјал за читање (енгл. Read It and Weep) амерички је тинејџерски филм из 2006. године, у режији Пола Хуна, по сценарију Патрика Џ. Клифтона и Бет Ригацио. Темељи се на роману Како је мој приватни, лични дневник постао бестселер Џулије Девилерс. Кеј Панабејкер глуми Џејми Бартлет, док њена сестра Данијела глуми Џејмин алтер его, Изабелу. Приказан је 21. јула 2006. за Disney Channel.

## Радња
Стидљива средњошколка развија необичан алтер его који јој заувек мења живот.

## Улоге
| Глумац              | Улога             |
| ------------------- | ----------------- |
| Кеј Панабејкер      | Џејми Бартлет     |
| Данијела Панабејкер | Изабела           |
| Александра Кросни   | Хармони           |
| Маркиза Браун       | Линдси            |
| Алисон Скаљоти      | Мирна Саливан     |
| Џејсон Доли         | Конор Кенеди      |
| Чад Броски          | Марко Вега        |
| Том Виртју          | Ралф Бартлет      |
| Кони Јанг           | Пеги Бартлет      |
| Робин Рикер         | Дајана            |
| Ник Витакер         | Лени Бартлет      |
| Фалиша Фехоко       | Џенифер 1         |
| Малинда Мани        | Џенифер 2         |
| Џојс Коен           | госпођица Галагер |
| Пејзли ван Патен    | Амбер Тифани      |